# Großajatollah
Großajatollah oder Ajatollah al-Ozma (arabisch آية الله العظمى, DMG Āyat Allāh al-ʿUẓmā; persisch آیت‌الله‌العظمی Ajatollah al-Uzma, ‚Großayatollah‘) ist ein geistlicher Titel der Zwölferschiiten, der über einem Ajatollah, aber unter dem Mardscha-e taqlid rangiert.

## Anfänge
Im 19. Jahrhundert gab es immer nur 12 bis 18 Ajatollahs, davon wenige „übergeordnete“ Ajatollahs, die Mehrheit davon im Iran. Der Titel Großajatollah etablierte sich endgültig erst ab ca. 1920 und löste damit die bis dahin übliche Bezeichnung Mardscha in der Titelhierarchie ab.
Der Aufstieg zu einem Großajatollah ist für einen schiitischen Geistlichen (Mullah) ein langer und beschwerlicher Weg, der mindestens 25 bis 30 Jahre intensiven Studiums erfordert. Wilfried Buchta beschreibt (Stand 2004) die Zahl der Großajatollahs weltweit mit 20, davon 14 im Iran.

## Praxis
Jeder Gläubige sucht sich für gewöhnlich einen Großajatollah als „Quelle der Nachahmung“ (mardscha), lebt nach dessen Rechtsauslegung und führt eine Steuer an diesen Großajatollah ab, die dieser für wohltätige Zwecke und für die Ausbildung von Schülern verwendet. Der Rang eines Großajatollahs leitet sich in erheblichem Maße aus der Anzahl seiner Anhänger her.

## „Schiitischer Papst“
Zur Besetzung des Amtes eines Mardscha-e taqlid („Quelle der Nachahmung“) kommt es nur, wenn alle Großajatollahs einem aus ihrer Mitte zumindest stillschweigend diesen Rang zuerkennen. Dies war in der Geschichte der Zwölferschiiten erst dreimal der Fall. Zuerst bekleidete Mortaza Ansari (1800–1864) dieses Amt, dann Mohammad Hasan Schirazi (1815–1895), zuletzt Hossein Borudscherdi (1875–1961).

## Liste der Großajatollahs
Bekannte und als diese auch allgemein anerkannte Großajatollahs, in der Reihenfolge ihrer Geburt:

### Verstorbene Großajatollahs
- Mortaza Ansari (1799–1864) Mardscha-e taqlid
- Mohammad Hasan Schirazi (1815–1895) Mardscha-e taqlid
- Mohammed Kazim Tabatabai Yazdi (?–1919)
- Abdolkarim Haeri Yazdi (1859–1937)
- Hossein-Ali Borudscherdi (1875–1961) Mardscha-e taqlid
- Mohsen al-Tabataba'i al-Hakim (1889–1970)
- Mohammad Ali Araki (1894–1994)
- Abu l-Qasim al-Choei (1899–1992)
- Mohammad Reza Golpayegani (1899–1993)
- Mohammad Kazem Schariatmadari (1905–1986)
- Sayed Hassan Tabatabai-Qomi (1912–2007)
- Ali Safi Golpaygani (1913–2010)
- Mohammad Taghi Bahdschat (1917–2009)
- Lotfollah Safi Golpaygani (1919–2022)[5][6]
- Mohammad Ezodin Hosseini Zandschani (1921–2013)
- Hossein Ali Montazeri (1922–2009)
- Moslem Malakuti (1923–2014)
- Taqi Tabatabaei Qomi (1923–2016)
- Mohsen Koochebaghi Tabrizi (1924–2011)
- Mohammad Schahrudi (1925–2019)
- Mousavi Ardebili (1926–2016)
- Sadeq Rohani (1926–2022)
- Mohammad Husseini Schirazi (1928–2001)
- Abbas Mahfuzi (1928–2024)
- Mohaqiq Kabuli (1928–2019, Afghanistan)
- Mohammad Fazel Lankarani (1931–2007)
- Muhammad Hussain Nadschafi (1932–2023)
- Muhammad Baqir as-Sadr (1935–1980)
- Muhammad Hussein Fadlallah (1935–2010)
- Muhammad Asif Mohseni (1935–2019, Afghanistan)
- Dschavad Gharavi Aliari (1935–2018)
- Muhammad Said al-Hakim (1936–2021, Irak)
- Jusuf Sanei (1937–2020)
- Muhammad Baqir al-Hakim (1939–2003)
- Mohammad Alavi Gorgani (1940–2022)
- Muhammad Sadiq as-Sadr (1943–1999)

### Aktuelle Großajatollahs

#### Iran
- Hossein Vahid Chorasani (1921–)
- Hossein Noori Hamedani (1926–)
- Naser Makarem Schirazi (1927–)
- Musa Schubairi Zandschani (1927–)
- Mohammad Rahmati Sirdschani (1928–)
- Dscha'far Sobhani (1928–)
- Mohammad Hussain Nadschafi (1932–)
- Mohammad Ebrahim Dschannati (1932–)
- Hossein Mazaheri (1934–)
- Kazem al-Haeri (1938–)
- Sadiq Hosseini Schirasi (1942–)

#### Irak
- Morteza Hosseini Fayaz (1928–)
- Ali as-Sistani (1930–)

#### Afghanistan
- Mohammad Ishaq al-Fayyad (1930–)